# السيارة الجارية

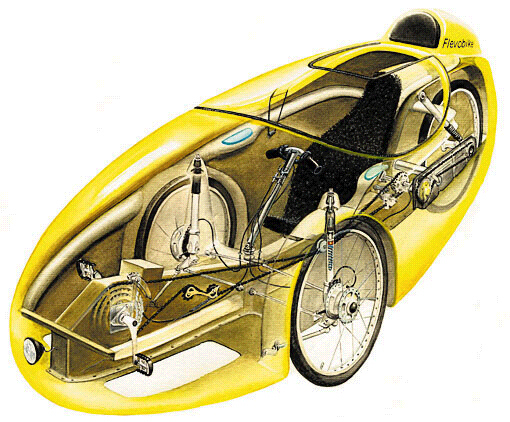

السيارة الجارية، أو الجارية المحجبة، أو الجارية المنقبة، هي سيارة تعمل بالطاقة البشرية (HPV) غالبا عن طريق تحريك الأرجل، تكون مغلفة بغلاف انسيابي عادة لتكون أسرع في مواجهة الهواء، أو حتى توفرالحماية من الطقس وتقلباته والاصطدامات. وهي تشبه الجاريات وخاصة الجاريات الثلاثية منها ، ولكن مع حجاب كامل انسيابي. يمكن إضافة حجاب إلى دراجة عادية أو جارية غير محجبة، أو قد يكون الحجاب جزءًا لا يتجزأ من الهيكل، هيكل مدمج مثل هيكل الطائرة.
وينبغي عدم الخلط بينها مع مركبات التيار الجاري أو الجاريات التيارية، الجاريات التيارية المخصصة لسباقات السرعة أو سجلات الأرقام القياسية والتي بنيت لهذا الغرض ومكونة عادة من عجلتين، تدعى streamliners . سجلات هذه المركبات في السرعة والمسافة ما زالت تزداد سنة بعد سنة. بالرغم من سرعة هذه المركبات في حد ذاتها ، إلا أن السيارات الجارية تعتبر مركبات قابلة للاستخدام في الطرق والشوارع بهدف التنقل. يمكن أن يكون لاستخدام ثلاث عجلات أو أكثر مزايا للاستخدام اليومي، بما في ذلك القدرة الانطلاق والتوقف دون الحاجة للتوازن أو المساعدة، ثابتة في الطريق، سهولة التعامل مع الرياح المتقاطعة، وما إلى ذلك. وعلى الرغم من وجود جدل بأن ثلاث عجلات تؤثر سلبا على الديناميكية بشكل عام مع الاحتكاك الأرضي،  إلا أنه في الواقع العملي ، سرعة السيارات الجارية ثلاثية العجل بل الرباعية أيضا على وشك الاقتراب من أبناء عمومتها ذات العجلتين في الأداء.